# Lista över fornborgar i Jämtland
Detta är en lista över fornborgar i landskapet Jämtland registrerade i Fornminnesregistret. Det finns 1 fornminne i Jämtland som är registrerat som fornborg.
| RAÄ-nummer | Kommun    | Namn         | Koordinater                                             | Kommentar | Bild |
| ---------- | --------- | ------------ | ------------------------------------------------------- | --------- | ---- |
| 81:1       | Östersund | Mjälleborgen | 63°10′11.10″N 14°35′39.89″Ö / 63.1697500°N 14.5944139°Ö |           |      |